# Herinneringsmedaille Buitenlandse Bezoeken
De Nederlandse Herinneringsmedaille Buitenlandse Bezoeken kan door het staatshoofd worden uitgereikt tijdens buitenlandse bezoeken en bij inkomende buitenlandse bezoeken waarbij het staatshoofd gastheer is.
De instelling heeft een langdurige voorgeschiedenis. 

## Voorgangers
Het gebruik van medailles van de Huisorde van Oranje en na 1969 de medailles en lagere graden van de Kroonorde (Nederland) tijdens staatsbezoeken kwam velen onjuist voor omdat deze bezoeken een zaak van de regering en daarom van de Nederlandse staat zijn. Om protocollaire redenen, er moesten tientallen onderscheidingen worden verleend in een groot aantal gradaties en men moest rekening houden met de precieze protocollaire positie van een buitenlandse ambtsdrager, werden naast de Orde van de Nederlandse Leeuw en de Orde van Oranje-Nassau ook kruizen en medailles van de Huisorde van Oranje uitgereikt.
De commissie die Koningin Juliana adviseerde over de hervorming van haar Huisorde stelde voor om een einde te maken aan deze gegroeide praktijk. De  vorstin week van het ingewonnen advies af en stichtte een Kroonorde (Nederland) met de statutaire bepaling dat deze tijdens buitenlandse en inkomende bezoeken aan verdienstelijke vreemdelingen zou worden verleend.
Van 1969 tot 2000 werden onderscheidingen in de Kroonorde toegekend, zo ontving de echtgenoot of echtgenote van een bezoekende of bezochte president meestal het grootkruis van deze orde.

## Herinneringsmedaille Buitenlandse Bezoeken
In 2000 werd bij Ministerieel Besluit van 20 december "vanwege de koningin" een Herinneringsmedaille Buitenlandse Bezoeken ingesteld die, zo heet het in de toelichting van het besluit, "bij gelegenheid van Buitenlandse Bezoeken, dat wil zeggen Buitenlandse Bezoeken welke door het Staatshoofd worden afgelegd of Inkomende Buitenlandse Bezoeken waarbij het Staatshoofd als gastheer/gastvrouw optreedt",
wordt uitgereikt. Het besluit stelde vast dat bij een bezoek "een decoratie-uitwisseling (kan) plaatsvinden. Deze heeft een sterk symbolische functie en waarde. Daarnaast bestaat er behoefte aan Buitenlandse- en Nederlandse Staatsburgers die betrokken zijn bij de voorbereiding en de uitvoering van Buitenlandse Bezoeken, te belonen voor hun inspanningen".
Het besluit noemt het begrip "staatsbezoek" niet. Zo is er mogelijkheid om ook bij minder formele bezoeken en bezoeken waarbij geen hoofdstad wordt bezocht een medaille te verlenen.
De medaille wordt "als blijk van waardering voor de betoonde inzet" vanwege H.M. de Koningin toegekend door de Minister van Buitenlandse Zaken.
De medaille wordt aan een persoon slechts één keer toegekend. Het is dus niet mogelijk dat aan dezelfde persoon bij een volgend bezoek wederom de medaille, of een gesp op het lint, wordt toegekend.
De Kanselarij der Nederlandse Orden verzorgt de aanmaak van de medaille en de daarbij behorende oorkonde. Deze oorkonde wordt op naam gesteld door het Ministerie van Buitenlandse Zaken en door de minister, niet door de Koningin, getekend.
Van de verlening van de medaille wordt, en dat is bij medailles een uitzondering op de gangbare praktijk, door het Ministerie van Buitenlandse Zaken een register bijgehouden.
De kosten van de medaille en de oorkonde komen ten laste van de begroting van de Kanselarij der Nederlandse Orden en niet ten koste van de Koningin. De Kanselarij der Nederlandse Orden draagt zorg voor de vervaardiging en de verstrekking van de medaille en de oorkonde.

### Het versiersel
De medaille wordt uitgereikt in het zogenaamde grote model. De gedecoreerden kunnen op de dagelijkse kleding een strikje, dat wil zeggen een "lintje" of knoopsgatversiering, van het lint dragen.
Op een uniform mag men de gebruikelijke baton van het lint bevestigen. Op avondkleding (rokkostuum of smoking) kan een verkleinde uitvoering van de medaille, de zogenaamde miniatuur, worden gedragen.
Dames dragen de medaille aan een lint dat als strik is opgemaakt op de linkerschouder. 
Er zijn geen bepalingen over teruggave na overlijden of ontneming bij onwaardig gedrag.
- De medaille is vervaardigd uit zilver en heeft een doorsnede van 35 mm.
- De voorzijde toont het naar links gewende portret van het Staatshoofd.
- Op de keerzijde is het rijkswapen weergegeven.
- De medaille hangt aan een lint ter breedte van 37 mm. Het lint is oranje met geheel links en rechts drie banen van 1,5 mm breedte in achtereenvolgens de kleuren rood, wit en blauw, waarbij de rode baan telkens aan de buitenzijde is gelegen.
- In de uitvoering voor dames is het lint 27 mm breed en opgemaakt in de vorm van een strik.